# Entoloma incanum
Entoloma incanum (Elias Magnus Fries, 1821 ex Lexemuel Ray Hesler, 1967) sin. Leptonia incana (Elias Magnus Fries, 1821 ex Claude Casimir Gillet, 1876), din încrengătura Basidiomycota în familia Entolomataceae și de genul Entoloma, este o specie de ciuperci otrăvitoare, denumită în popor buretele șoarecelui. Buretele are calități saprofite, poate și coabitează drept simbiont micoriza (formează micorize pe rădăcinile arborilor). El se poate găsi în România, Basarabia și Bucovina de Nord, crescând solitar sau în grup pe sol alcalin, calcaros, prin pajiști neîngrășate, pășuni și parcuri, rar, de asemenea, în păduri luminoase mixte și de foioase sau la marginea lor. Se dezvoltă de la câmpie la munte, din iunie (iulie)până în octombrie (noiembrie).
Numele generic este derivat din cuvintele grecești (greacă ἐντός=interior) și (greacă λῶμα= franjuri, pricinuit margini răsfrânte spre interior). Epitetul este derivat din cuvintele latine (latină in=în, înăuntru, pe etc. și (latină canus=gri-albicios).

## Istoric
Specia a fost descrisă și pictată deja în anul 1799 ca Agaricus murinus de savantul englez James Sowerby. Dar s-a hotărât, că numele binomial are să fie Agaricus incanus a lui Elias Magnus Fries, publicat în volumul 1 al operei sale Systema mycologicum din 1821.
În 1967, soiul a fost transferat corect la genul Entoloma sub păstrarea epitetului de către micologul american Lexemuel Ray Hesler (1888-1977), de verificat în suplimentul jurnalului micologic Nova Hedwigia, numărul 23. Acest taxon este valabil până în prezent (2019).
Denumirea din 1876, anume Leptonia incana a micologului francez Claude Casimir Gillet, bazată pe descrierea lui Fries, se poate găsi în cărți micologice mai vechi. Toate celelalte încercări de redenumire pot fi neglijate, nefiind folosite.

## Descriere

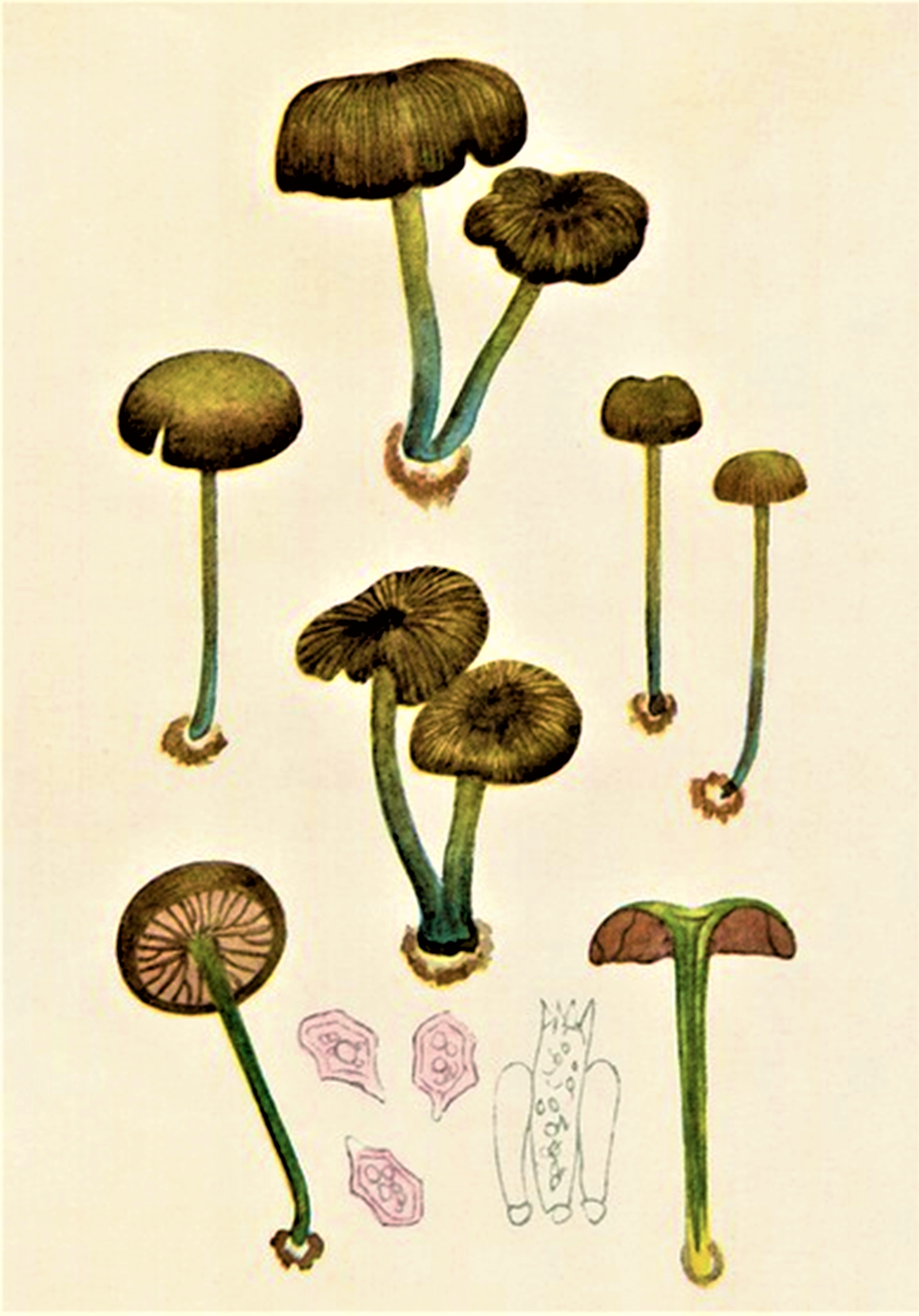
Bres.: Leptonia incana

Ordinul Agaricales este de diversificare foarte veche (între 178 și 139 milioane de ani), începând din timpul perioadei geologice în Jurasic în diferență de exemplu cu genul Boletus (între 44 și 34 milioane de ani).
- Pălăria: are un diametru de 1-4 (6) cm, este slab fibroasă și higrofană, subțire, aproape translucidă, astfel că la umezeală se poate vedea structura lamelelor în formă de caneluri radiale pe suprafață. Inițial conic-semisferică cu marginea răsfrântă spre picior, ea se aplatizează destul de repede prezentând o adâncitură ombiliculară în centru. Cuticula este mătăsoasă, structurată spre mijloc fin flocos. Coloritul diferă tare, fiind în tinerețe galben-verzui până verde-albăstrui sau verde-maroniu, apoi gri-brun până brun-măsliniu, ocazional chiar brun, în centru mereu mai închis. La bătrânețe sau ariditate se decolorează gri sau gri-brun deschis.
- Lamelele: care stau îndepărtate sunt late, ușor bombate, cu lameluțe intercalate și aderate până slab decurente la picior, coloritul lor fiind la început albicios până slab verzui, devenind spre bătrânețe rozaliu sau brun-roz.
- Piciorul: are o lungime de 3-6 cm și o grosime de 0,2-0,4 cm, este cilindric, friabil, longitudinal-fibros și gol pe interior, coaja fiind netedă și lucioasă, de culoare vivace verde deschis care se colorează la apăsare verde-albăstrui. Prezintă un puf al miceliului alb și fin către baza ușor îngroșată.
- Carnea: este slab apoasă, fragedă, și de un colorit galben-verzui, spre bază albăstrui sau albastru-verzui. Mirosul este dezgustător, ca de excremente de șoarece, brânză sau corn ars, iar gustul este blând, dar neplăcut.[3][4]
- Caracteristici microscopice: are spori alungit hexagonali (cu 6 colțuri), picurați, slab elipsoidali și de colorit roz murdar, având  o mărime de 9,5-13,5 × 7,5-10  microni. Basidiile clavate poartă 2-4 sterigme și măsoară 35-40 × 10-12 microni. Muchiile sunt fertile și nu prezintă cheilocistide, adică elemente sterile. Hifele conțin un pigment intercelular și septele (membrane despărțitoare) nu poartă fibule.[12][13]
- Reacții chimice: nu sunt cunoscute.[3][4]

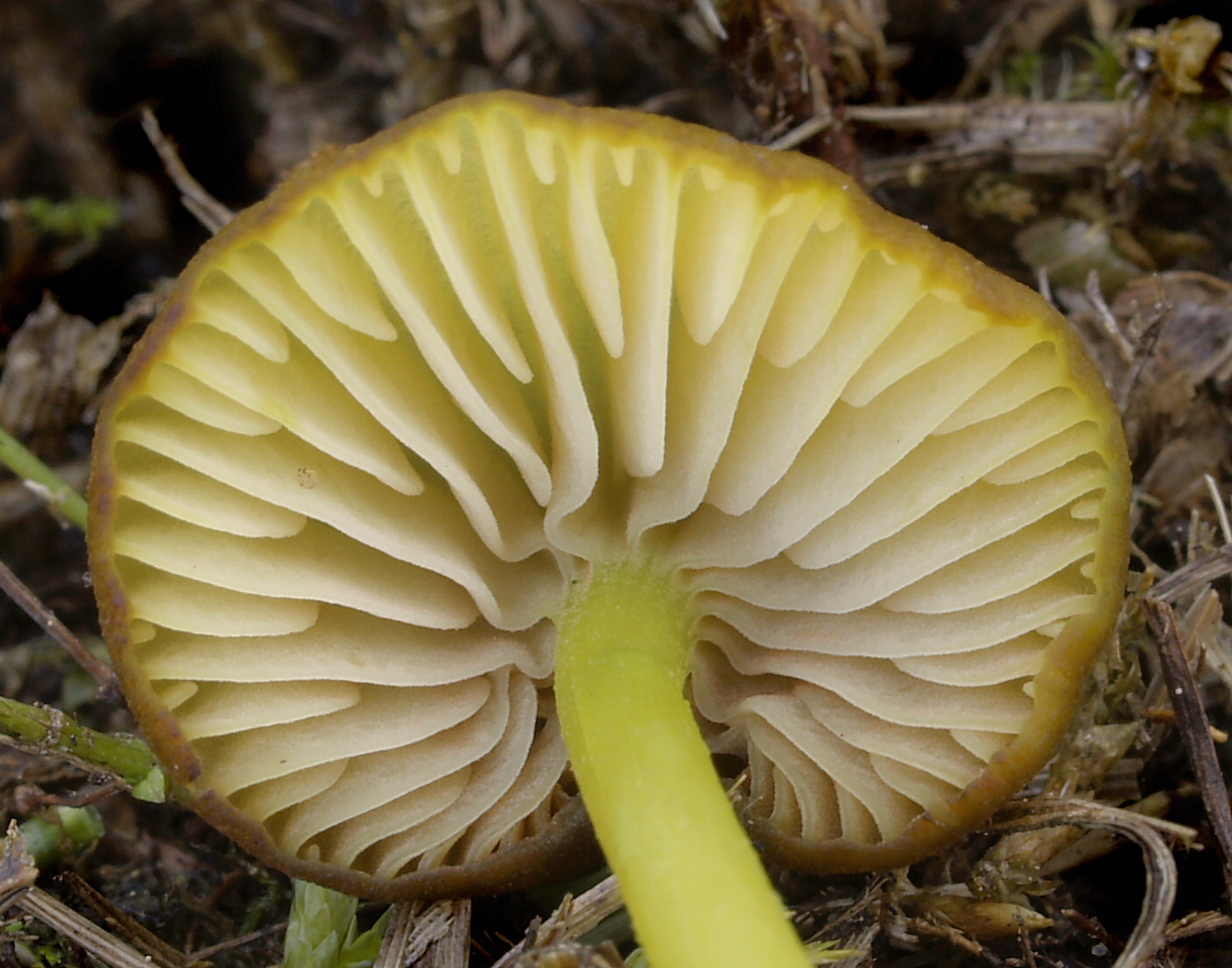
E. incanum, lamelele din apropiere
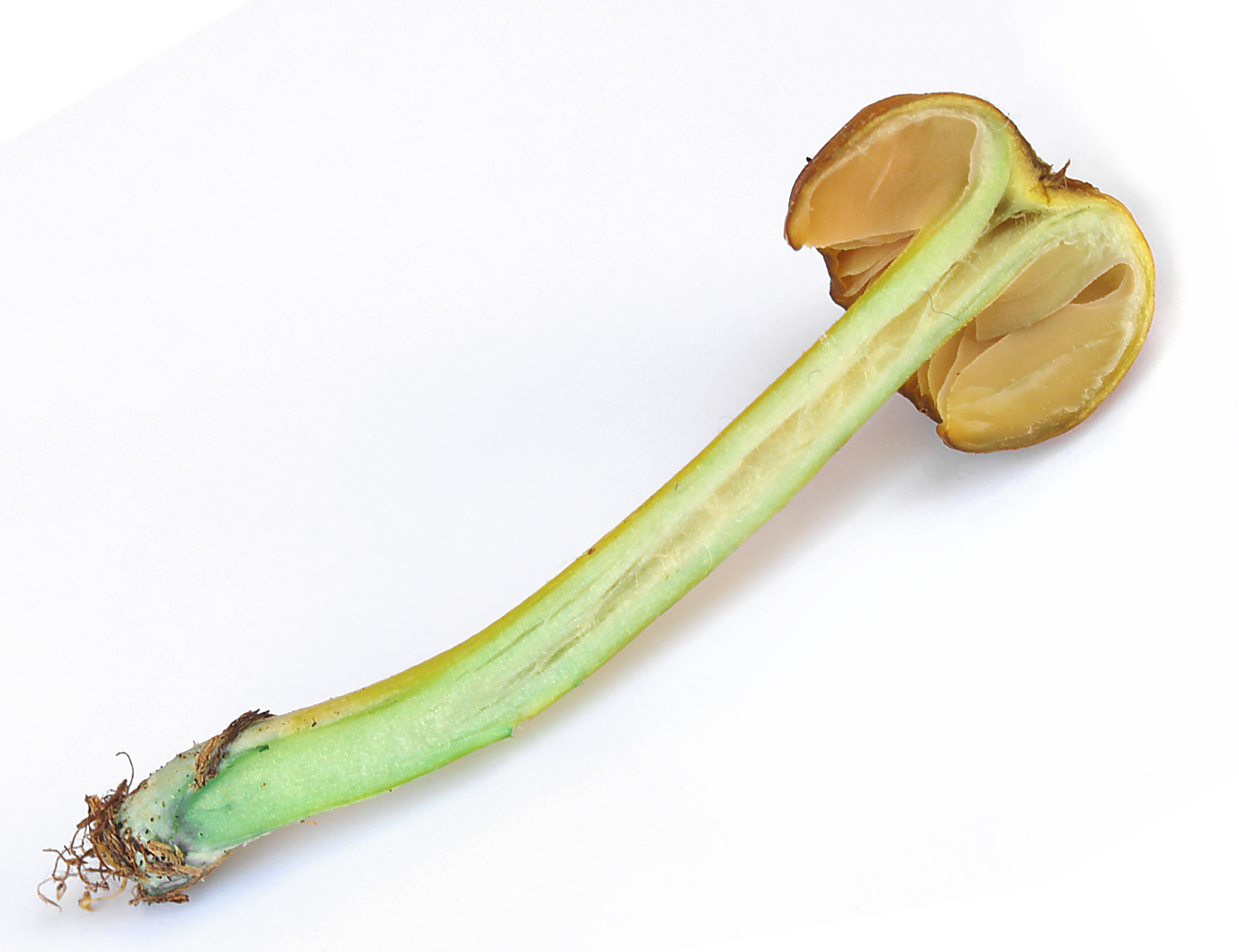
E. incanum, secțiune longitudinală
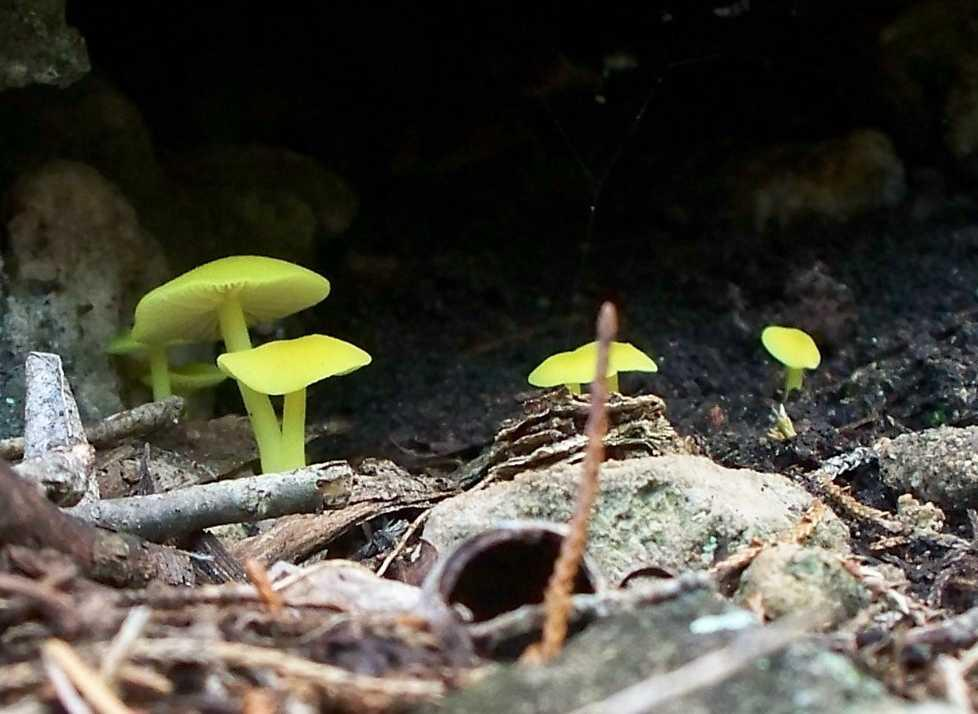
E. incanum tinere
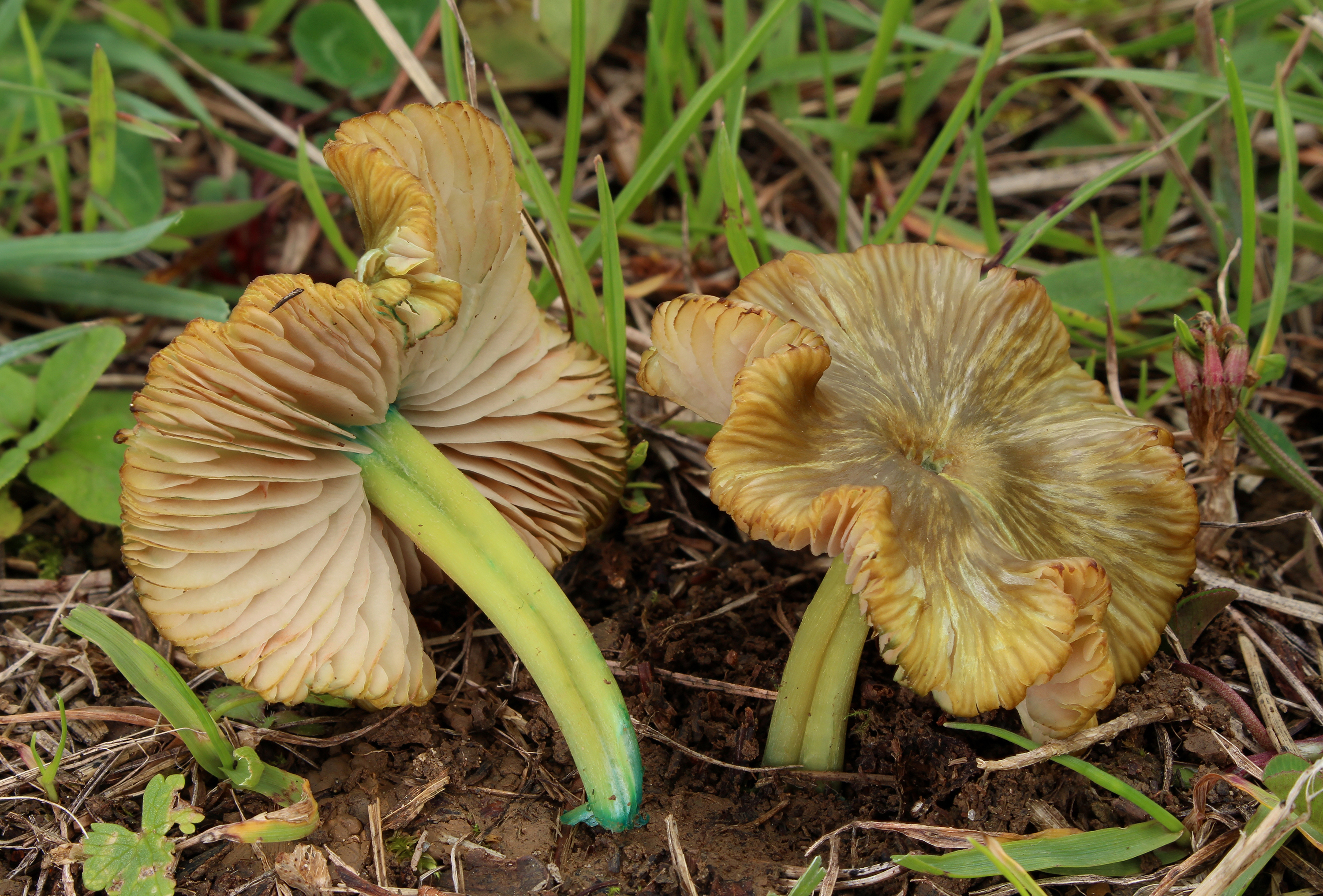
E. incanum bătrâne

## Confuzii
Entoloma incanum poate fi confundată de exemplu cu Entoloma cetratum (necomestibil), Entoloma griseocyaneum (fără valoare culinară), Entoloma hirtipes (otrăvitor), Entoloma sericeum (otrăvitor), Entoloma vernum (otrăvitor), Hygrocybe conica (otrăvitoare), Hygrocybe virescens (necomestibilă) sau Phaeocollybia festiva (necomestibilă).

## Specii asemănătoare în imagini

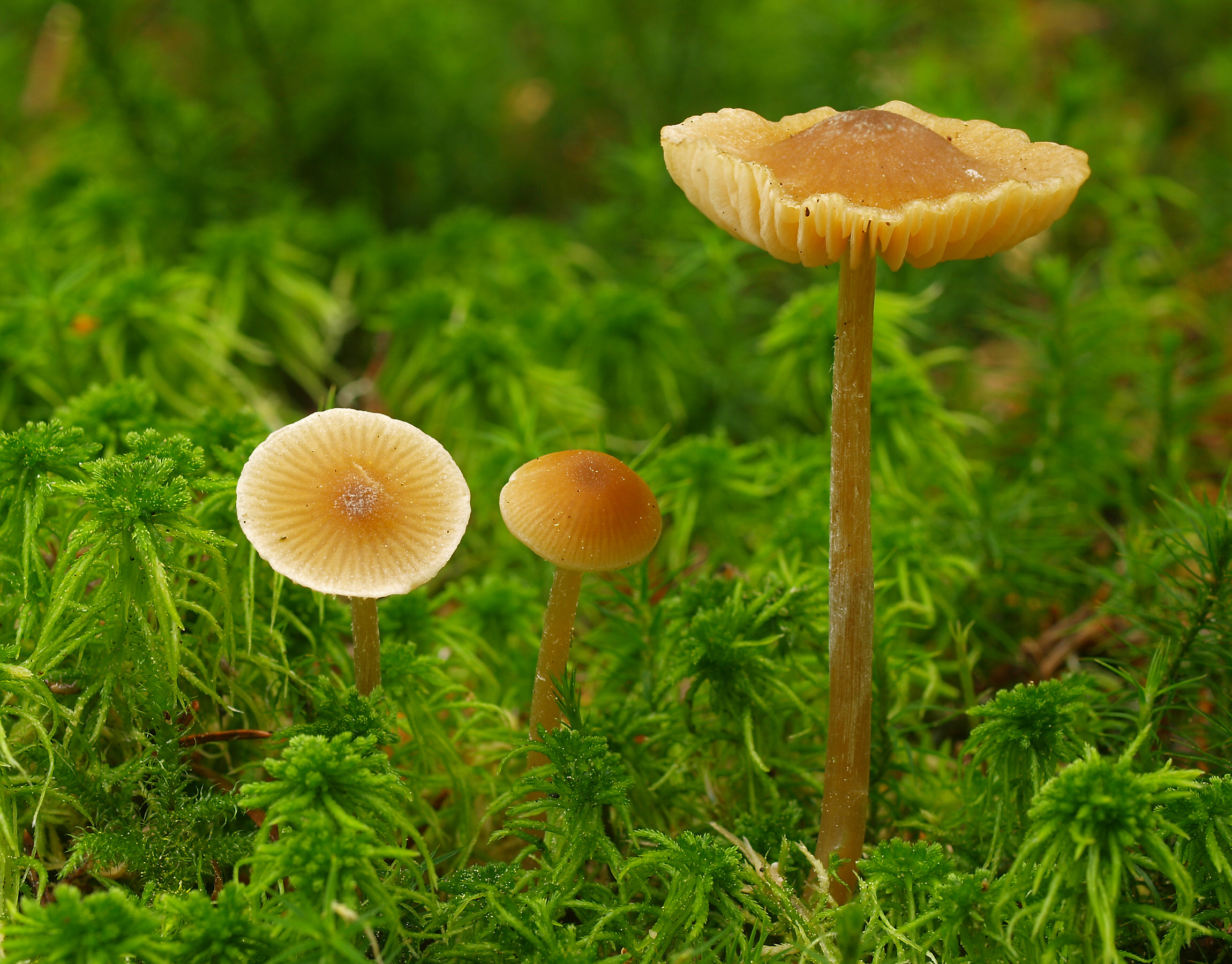
!Entoloma cetratum!
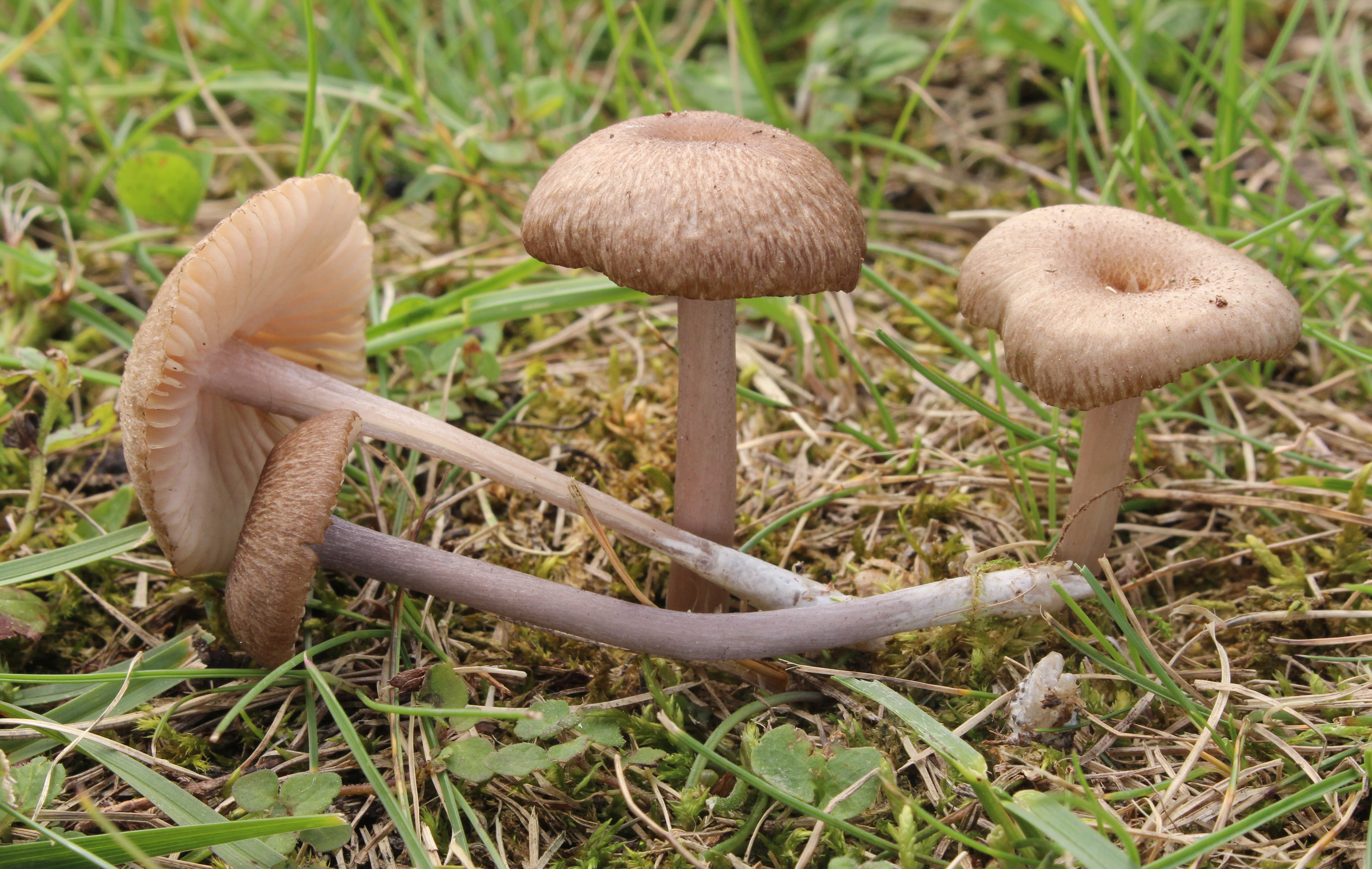
Entoloma griseocyaneum
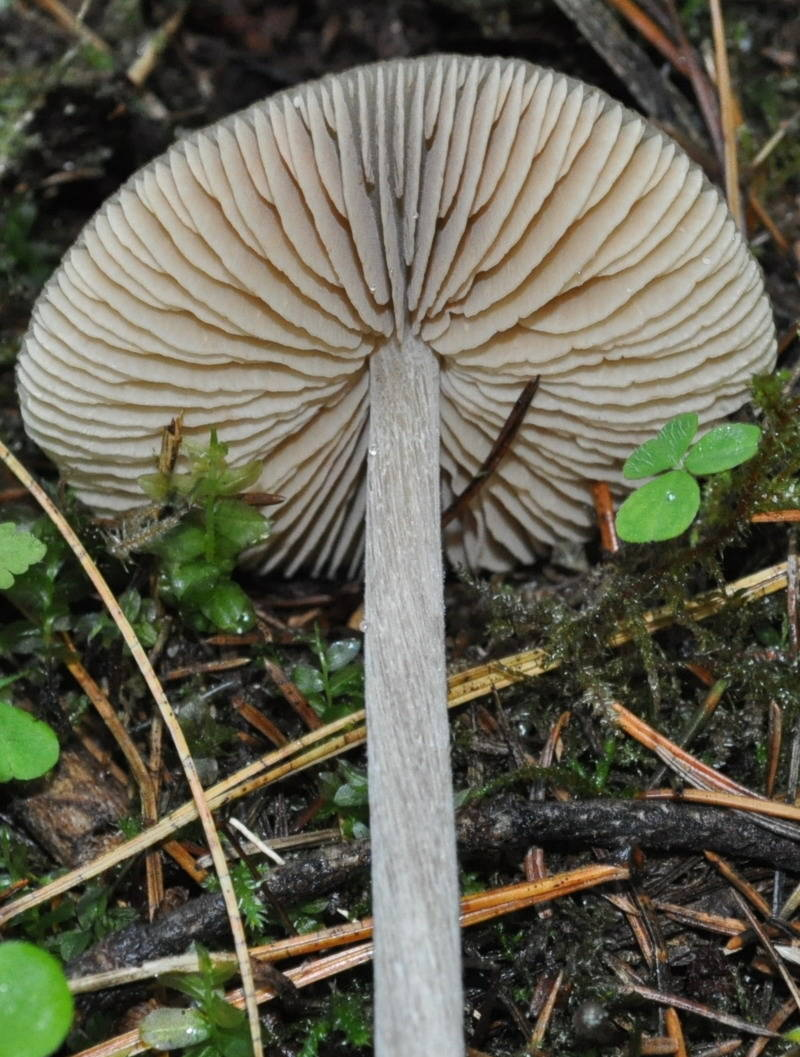
!!Entoloma hirtipes!!
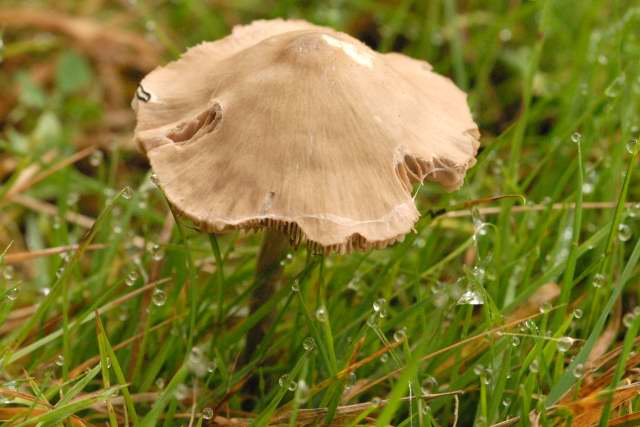
!!Entoloma.sericeum!!
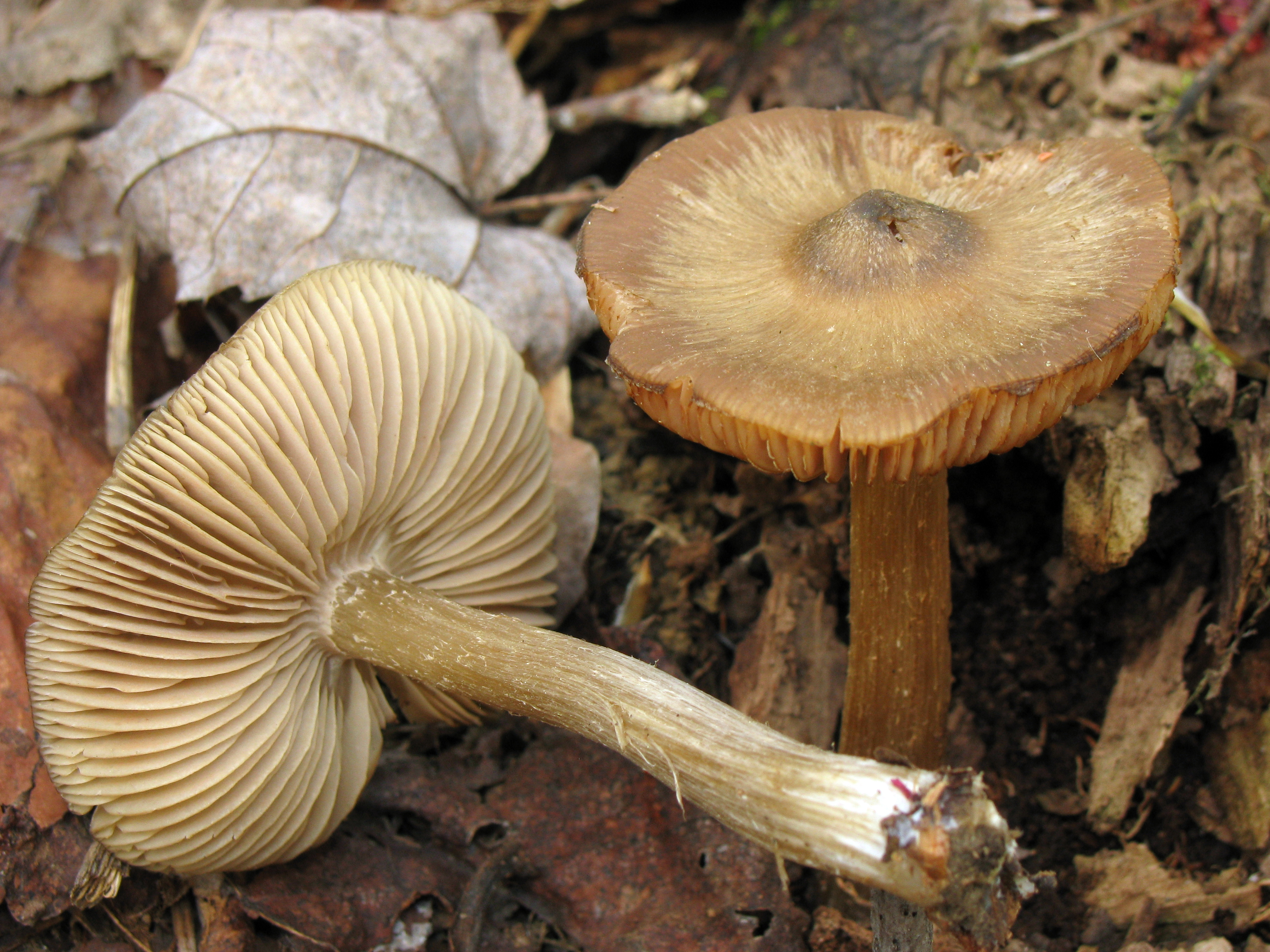
Entoloma vernum!!
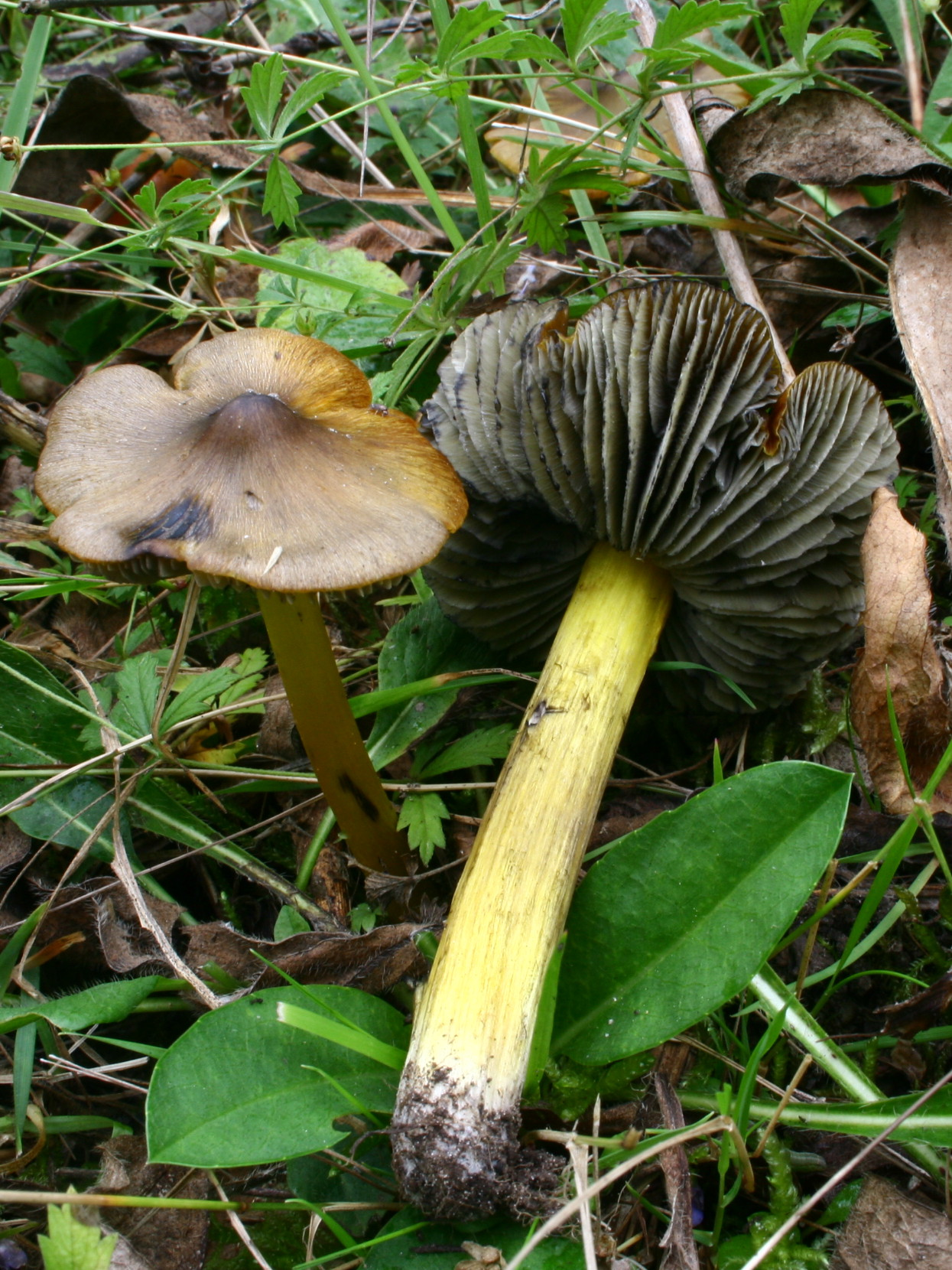
!!Hygrocybe conica!!
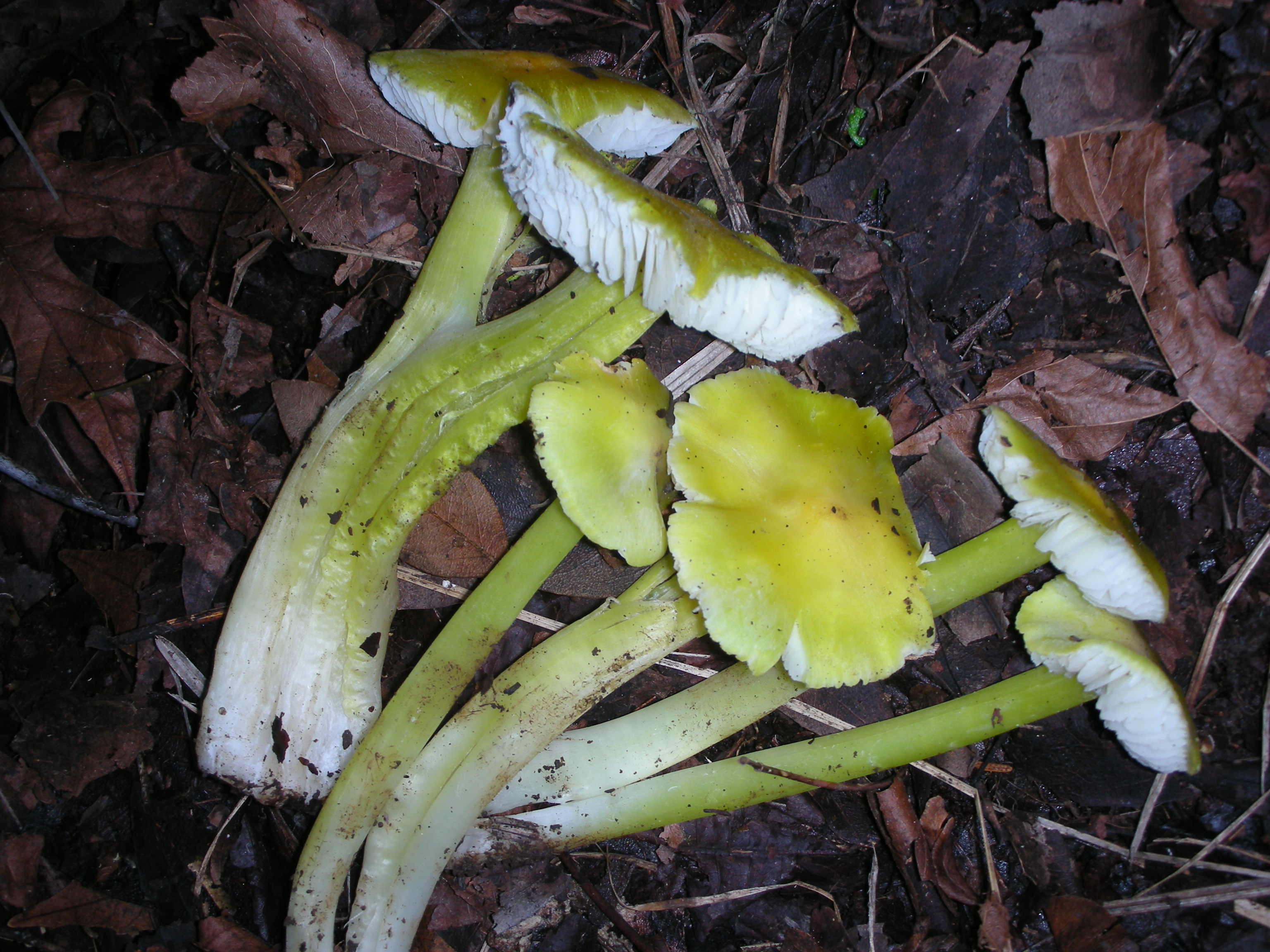
!Hygrocybe virescens!
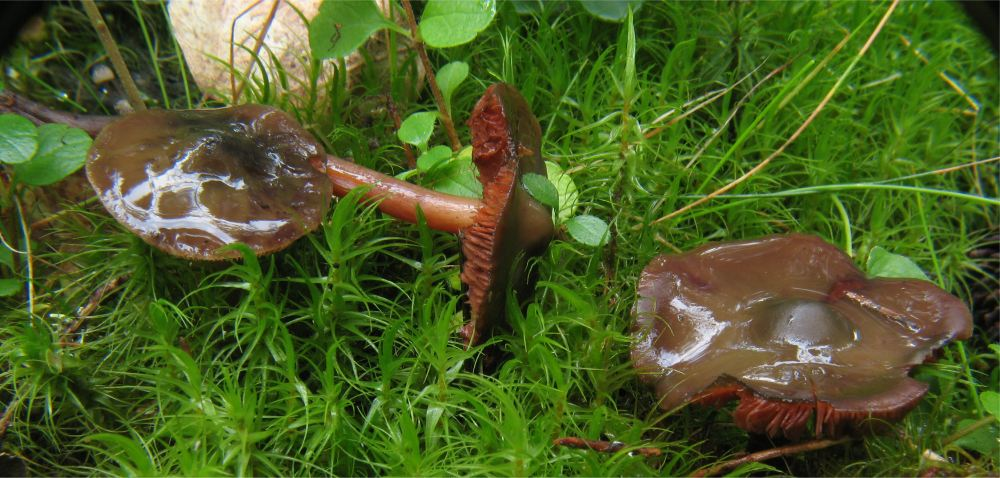
!Phaeocollybia festiva!

## Valorificare
Consumul acestei specii se interzice de sine din cauza mirosului și gustului neplăcut. În plus, micologul Marcin Fiedziukiewicz a afirmat, că ciuperca ar conține virotoxine, între altele viroisina, o substanță foarte otrăvitoare care a fost documentată și ca conținut al letalei Amanita virosa. Conform Pilzforum, ar provoaca mai multe exemplare consumate deodată tulburări gastrointestinale cu greață, vărsături și diaree cu o latență de 30 minute până la 6 ore, toxinele conținute fiind parțial încă necunoscute
Societatea Germană de Micologie (Deutsche Gesellschaft für Mykologie - DGfM) a ales Entoloma incanum drept „Ciuperca Anului 2013”.